# Kim Flowers
Kim Flowers (n. secolul al XX-lea) este o fostă actriță americană. Aceasta este cunoscută pentru rolurile secundare din filmele Alien: Renașterea și Spaimă și scârbă în Las Vegas, respectiv pentru rolurile secundare din serialele de televiziune Pensacola - Forța de elită⁠(d) și H.E.L.P.⁠(d).

## Viața personală
Flowers este dansatoare de balet și dansează de la vârsta de 3 ani. S-a retras din actorie în 1998.

## Filmografie

### Filme
| An   | Titlu                          | Rol                | Note      |
| ---- | ------------------------------ | ------------------ | --------- |
| 1983 | Hero                           | Kim                |           |
| 1988 | Me and Him                     | Corazon            |           |
| 1990 | Nobody's Perfect               | Jackie             |           |
| 1994 | Clear and Present Danger       | Restaurant Hostess |           |
| 1994 | Independence Day               | Woman              | Rol minor |
| 1997 | Alien: Resurrection            | Sabra Hillard      |           |
| 1998 | Another Day in Paradise        | Bonnie Johnson     |           |
| 1998 | Fear and Loathing in Las Vegas | Lounge Lizard      |           |

### Seriale
| An   | Titlu                    | Rol            | Note                                        |
| ---- | ------------------------ | -------------- | ------------------------------------------- |
| 1987 | Crime Story              |                | Episodul: Atomic Fallout                    |
| 1990 | H.E.L.P.                 | Suki Rodriguez | 6 episoade                                  |
| 1991 | Quantum Leap             | Kate Ellroy    | Episodul: Nuclear Family - October 26, 1962 |
| 1996 | Shattered Mind           | Jane           | film de televiziune                         |
| 1998 | Pensacola: Wings of Gold | Breaker        | 5 episoade                                  |